# Sigillo
Sigillo és un comune (municipi) de la província de Perusa, a la regió italiana d'Úmbria, situat uns 35 km al nord-est de Perusa. L'1 de gener de 2018 tenia 2.355 habitants.
Limita amb els municipis de Costacciaro, Fabriano, Fossato di Vico i Gubbio.

## Història
Abans de la conquesta de Roma, el territori de Sigillo estava habitat per una tribu d'umbres; més tard va ser un municipi romà conegut com a Suillum, a la Via Flamínia. L'any 410 va ser destruït pels gots d'Alaric I durant la seva marxa cap a Roma.
Posteriorment va formar part del ducat longobard de Spoleto i del gastaldat de Nocera, que, després de la conquesta dels francs a finals del segle VIII es va convertir en el comtat de Nocera. En 1230, l'Emperador Frederic II va destruir Sigillo per castigar la seva postura a favor dels güelfs. La ciutat de Perusa va reconstruir Sigillo el 1274 amb un gran castell. Posteriorment, es va disputar entre les famílies Baglioni, Boldrino, Azzo i Montefeltro, així com el condottiero Braccio da Montone. El 1500 va ser saquejat per Cèsar Borja i, a mitjan segle xvi, va passar a formar part dels Estats Pontificis.

## Llocs d'interès
- Església romànic-gòtica de Santa Maria di Scirca, amb frescos del segle xv de Matteo di Gualdo.
- Església de Santa Anna, a l'antiga Via Flamínia.
- Restes de la "Rocca" medieval ("castell"), actualment convent agustí.
- Ponts romans